# Ћао безобразни
Ћао безобразни је први музички албум српске фолк певачице Раде Манојловић, издат 2003. године за Р4Л мјузик, пре њеног такмичења у Звездама Гранда. У питању је демо албум, и постоји снимљен плејбек наступ само за песму Опасно сам опасна. На албуму се налази десет песама, и није постигао успех, па се њен албум Десет испод нуле сматра првим студијским албум за већу продуцентску кућу. Албум су радили мање познати музичари, мада има песама на којима је радио Беки Бекић. Део албума је доступан на јутјубу посредством Некс видеа.

## Списак песама
| №   | Назив             | Текст                    | Музика                   | Трајање |  |
| 1.  | Ћао безобразни    | Драган Млавски Голубовић | Беки Бекић               | 3:02    |  |
| 2.  | Друштво           | Драган Млавски Голубовић | Драган Млавски Голубовић | 3:42    |  |
| 3.  | Ја лутам сама     | Драган Млавски Голубовић | Драган Млавски Голубовић | 3:37    |  |
| 4.  | Љубав на грам     | Драган Млавски Голубовић | Драган Млавски Голубовић | 3:55    |  |
| 5.  | Мушко си          | Драган Млавски Голубовић | Драган Млавски Голубовић | 3:25    |  |
| 6.  | Опасно сам опасна | Драган Млавски Голубовић | Беки Бекић               | 3:06    |  |
| 7.  | Ружа              | Драган Млавски Голубовић | Драган Млавски Голубовић | 3:11    |  |
| 8.  | Требало би        | Пера Стокановић          | Пера Стокановић          | 3:24    |  |
| 9.  | Заборавила        | Драган Млавски Голубовић | Драган Млавски Голубовић | 3:53    |  |
| 10. | Твоја сам ја      | Драган Млавски Голубовић | Драган Млавски Голубовић | 3:15    |  |